# Ниссель, Анри Альбер
Анри Альбер Ниссель (фр. Henri Albert Niessel; 24 октября 1866, Париж — 26 декабря 1955) — французский генерал.

## Биография
После окончания Сен-Сира служил в алжирских стрелках. Участвовал в кампаниях в Алжире, Тунисе и Марокко. В начале первой мировой войны — полковник 4-го полка зуавов. Затем командовал бригадой, дивизией, корпусом. В 1917—1918 годах возглавлял французскую военную миссию в России.

## Сочинения
- D. A. T : Défense aérienne du territoire (en collaboration avec Rémy Alphonse Chabord et G. de Guilhermy), Éditions cosmopolites, Paris, 1934, 250 p.
- L'évacuation des pays baltiques par les Allemands : contribution à l'étude de la mentalité allemande, Charles-Lavauzelle, Paris, Limoges, Nancy, 1935, 272 p.
- Le triomphe des Bolchéviks et la paix de Brest-Litovsk : Souvenirs 1917—1918, Plon, 1940, 381 p.